# Zeven pelgrimskerken van Rome

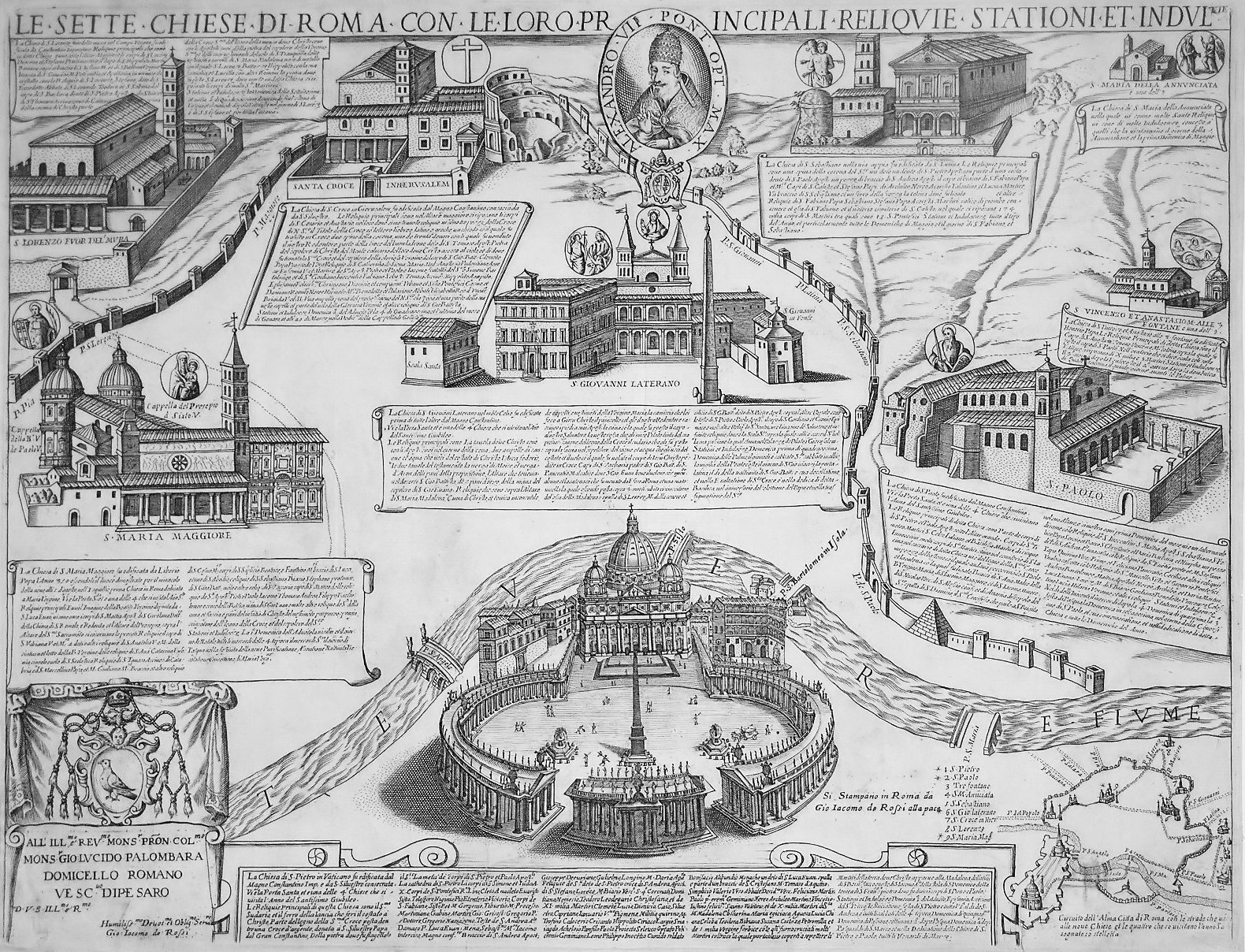
Kaart uit 1599 met de zeven pelgrimskerken van Rome. Deze prent werd vervaardigd tijdens het pontificaat van Alexander VII (1655-1667).

De zeven pelgrimskerken van Rome waren de zeven kerken die pelgrims naar Rome geacht werden te bezoeken om in aanmerking te komen voor een volle aflaat die aan hun pelgrimage was verbonden. Het aantal van zeven verwijst niet toevallig naar de zeven heuvels van Rome, zowel als naar alle andere lijsten van zeven binnen de Katholieke Kerk (zoals de zeven kruiswoorden, de zeven sacramenten en de zeven deugden). De gedachte was dat deze kerken door pelgrims zowel als de inwoners van Rome in het tijdsbestek van één dag werden bezocht. De daartoe uitgestippelde route werd in de zestiende eeuw ontworpen door de heilige Filippus Neri en beslaat zo'n 25 kilometer. Het betrof de volgende basilieken - hier aangegeven in de volgorde van de af te leggen route:
- Sint-Pietersbasiliek
- Sint-Paulus buiten de Muren
- Sint-Sebastiaan buiten de Muren
- Sint-Jan van Lateranen
- Santa Croce in Gerusalemme
- Sint-Laurens buiten de Muren
- Basiliek van Santa Maria Maggiore

Ter gelegenheid van het Jubeljaar 2000 heeft paus Johannes Paulus II de Sint-Sebastiaan buiten de Muren (om onbekende redenen) vervangen door het Santuario della Madonna del Divino Amore (het Heiligdom van Onze-Lieve-Vrouw van de Goddelijke Liefde). Niettemin geven de meeste pelgrims nog steeds de voorkeur aan de oorspronkelijke route, mede omdat de San Sebastiano simpel te bereiken is met busje 118.

Zeven pelgrimskerken van Rome
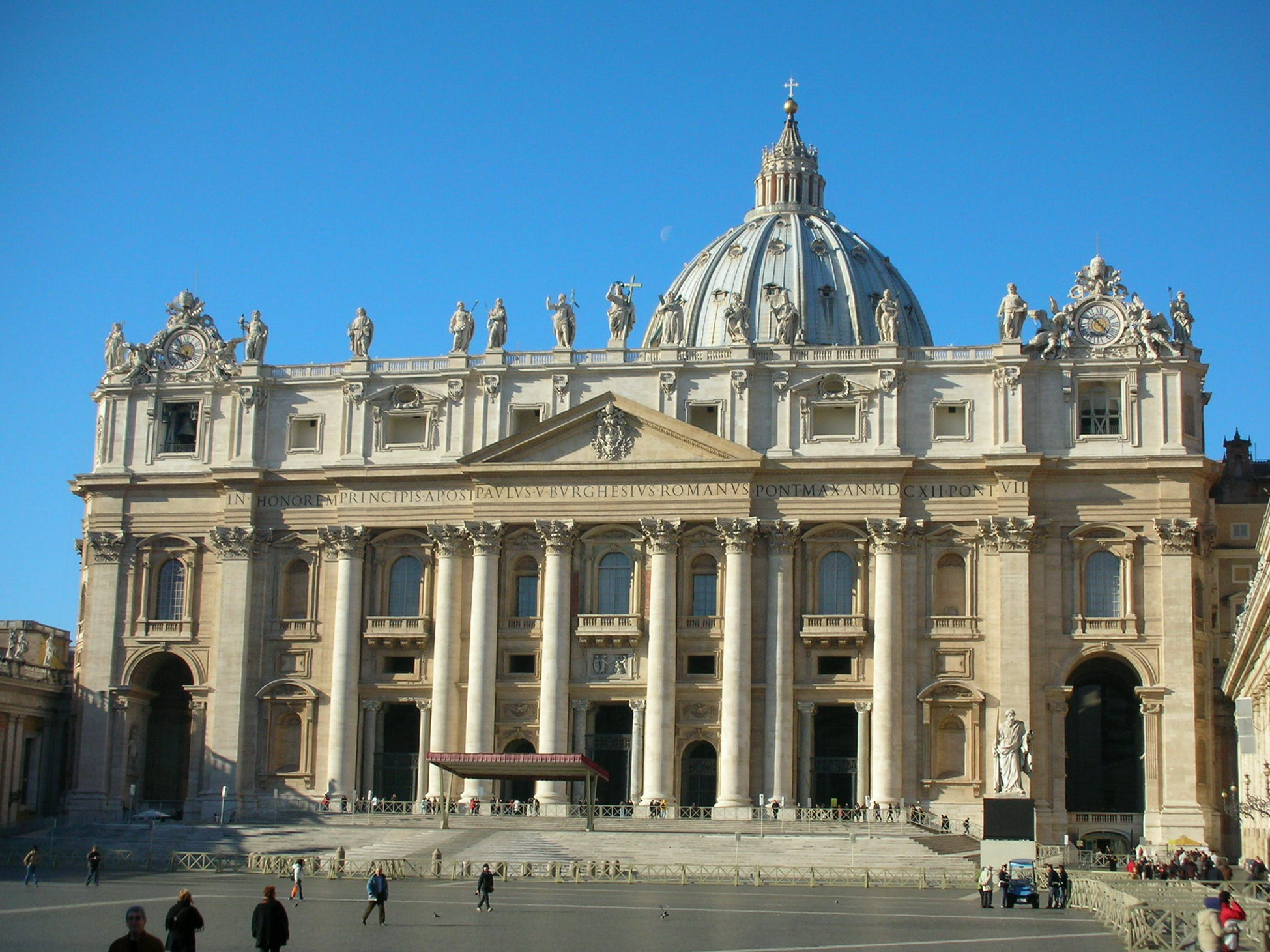
Sint-Pietersbasiliek
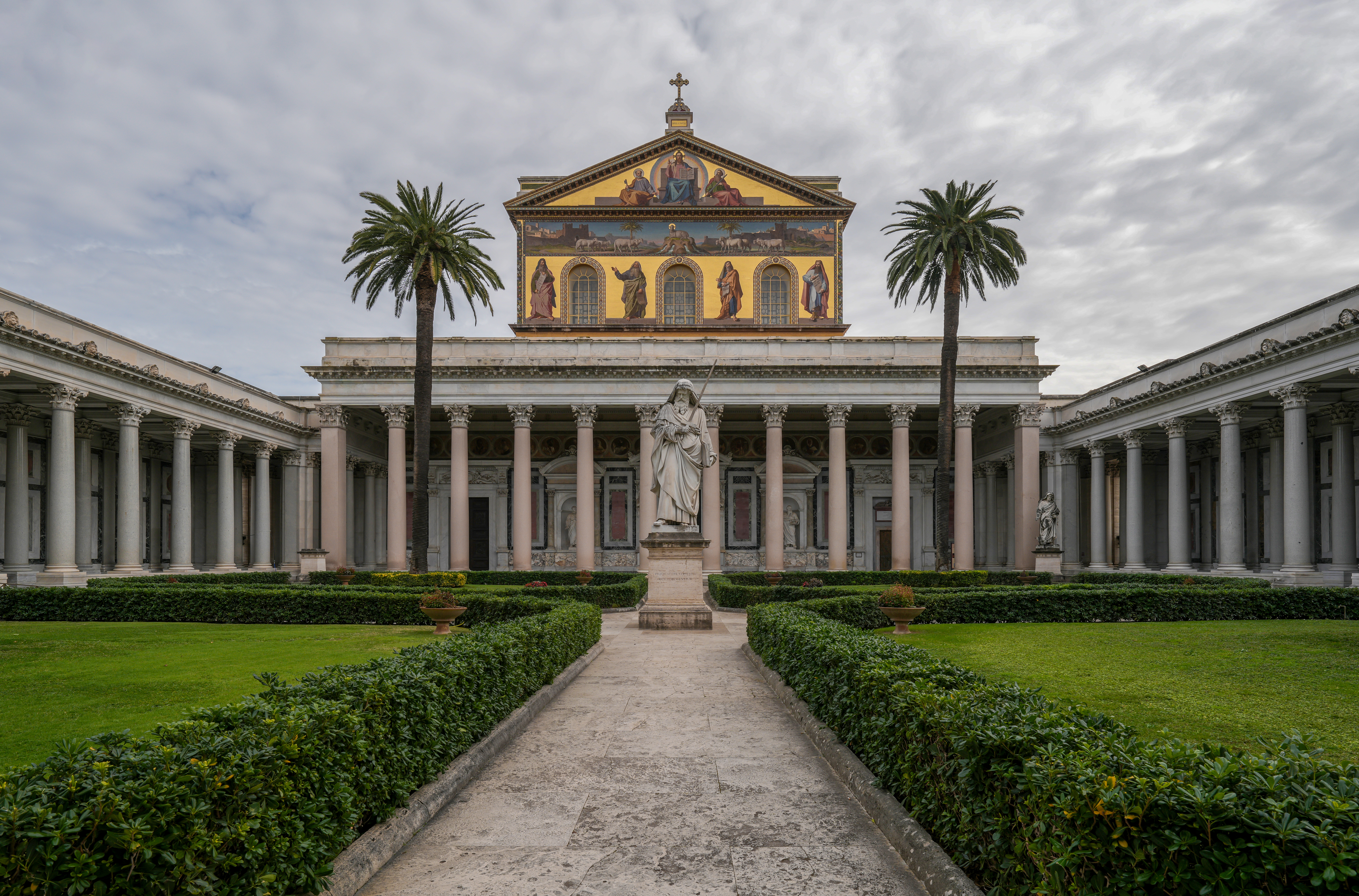
Sint-Paulus buiten de Muren
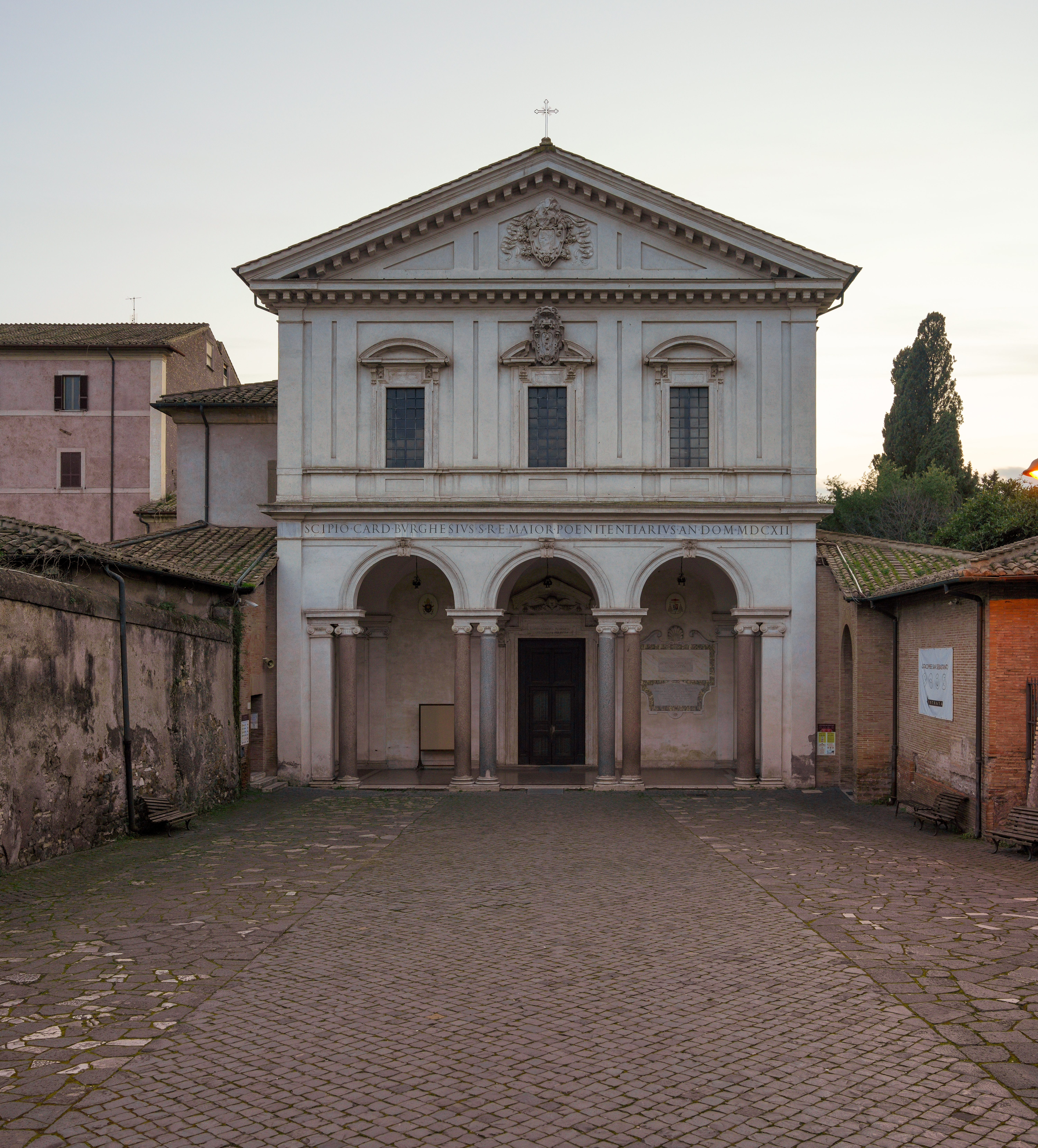
Sint-Sebastiaan buiten de Muren
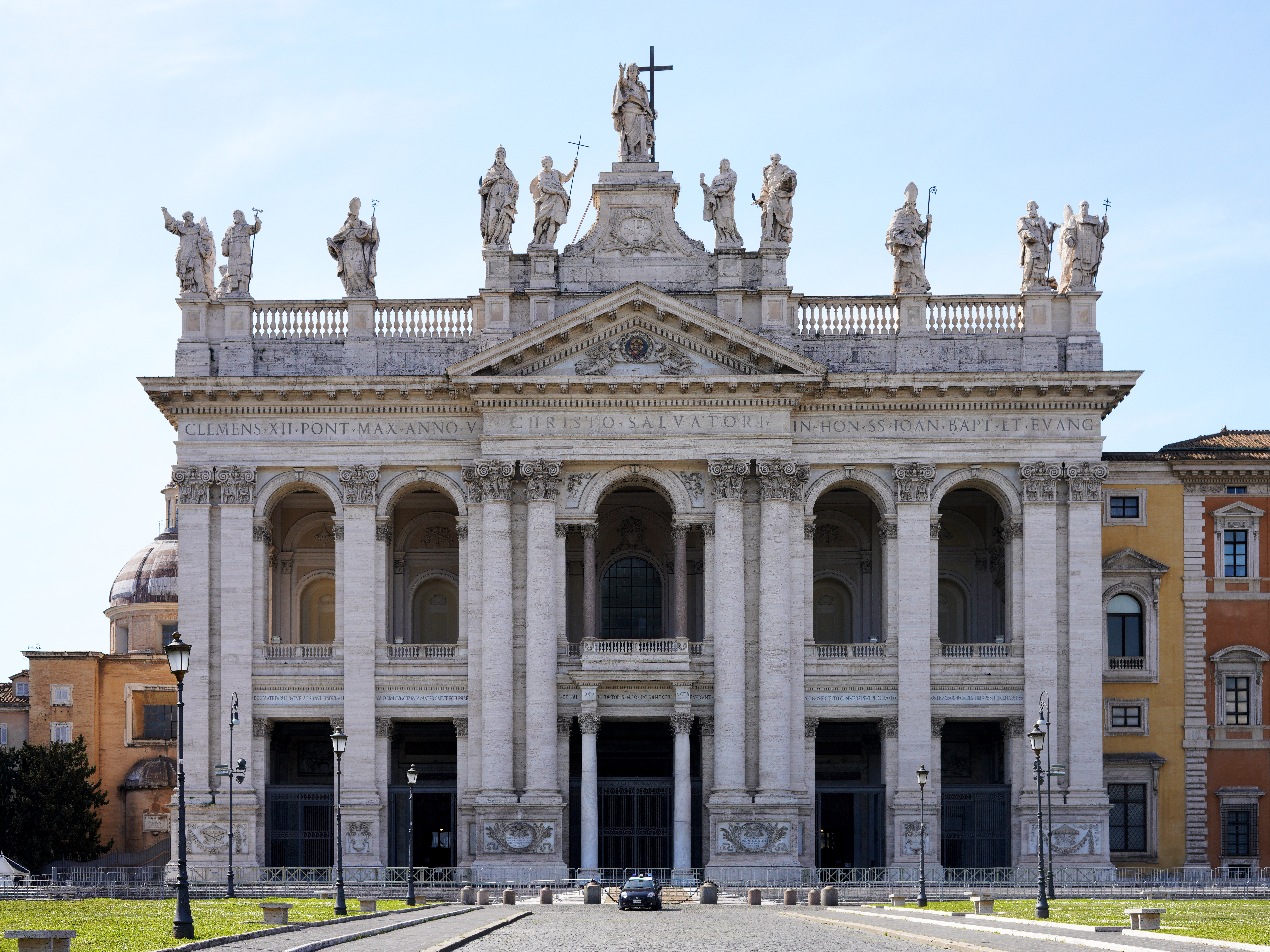
Sint-Jan van Lateranen
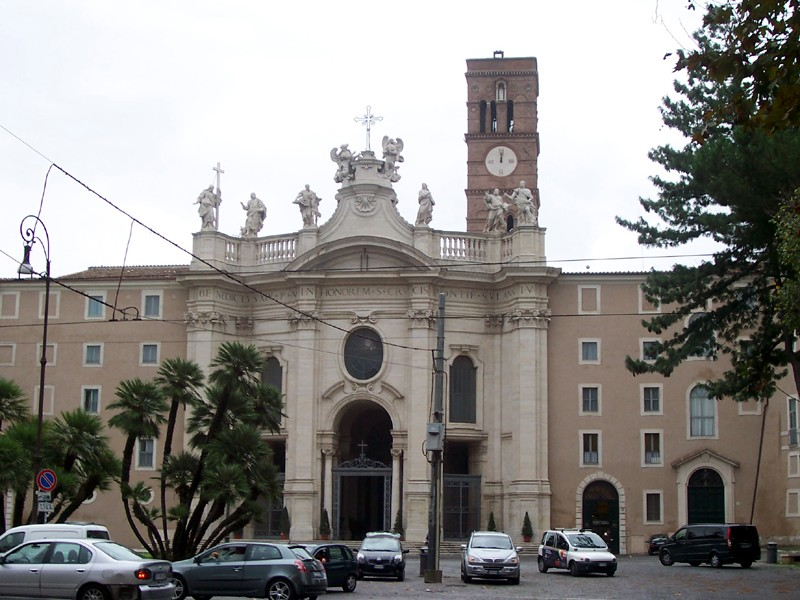
Santa Croce in Gerusalemme
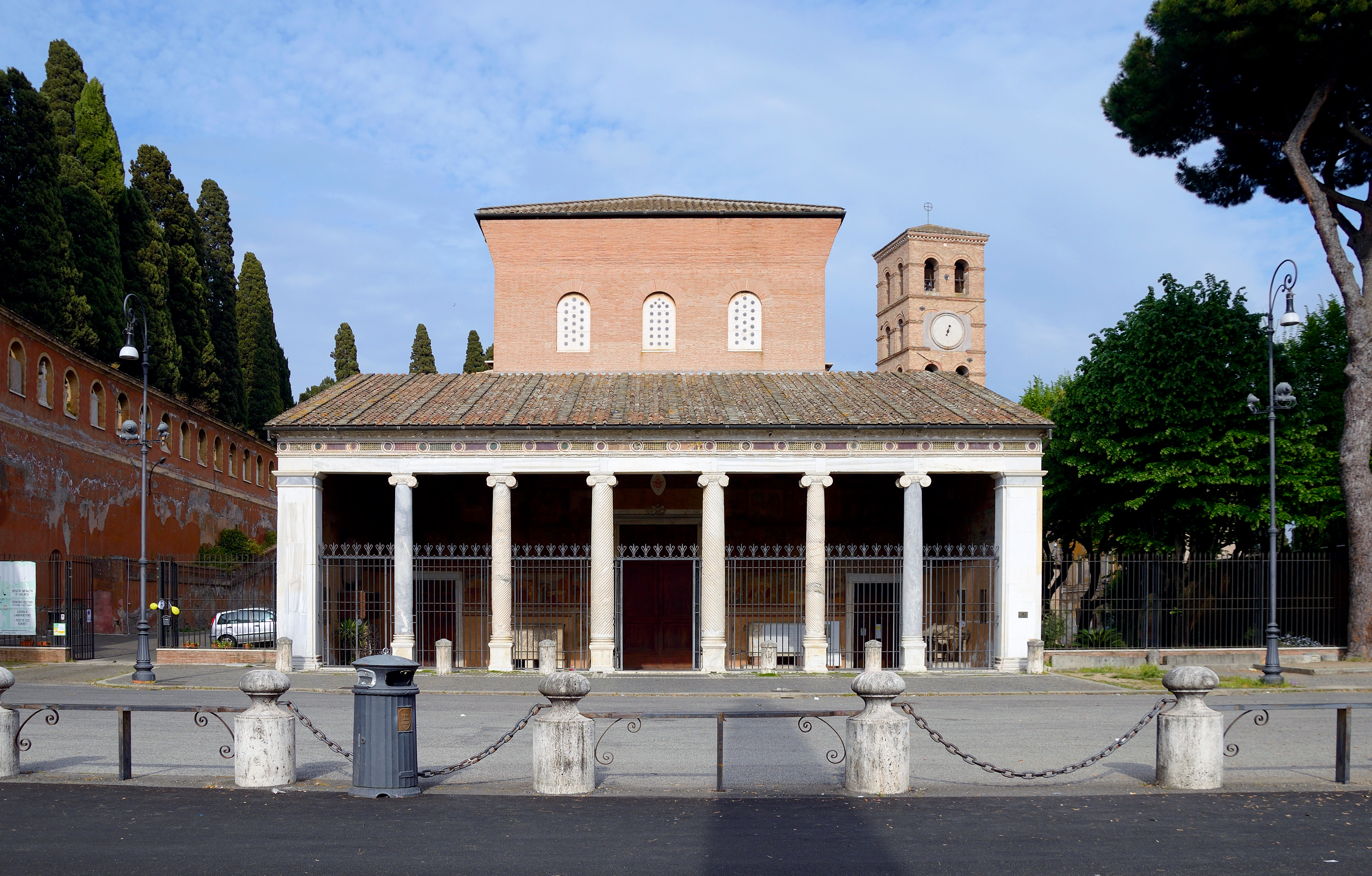
Sint-Laurens buiten de Muren
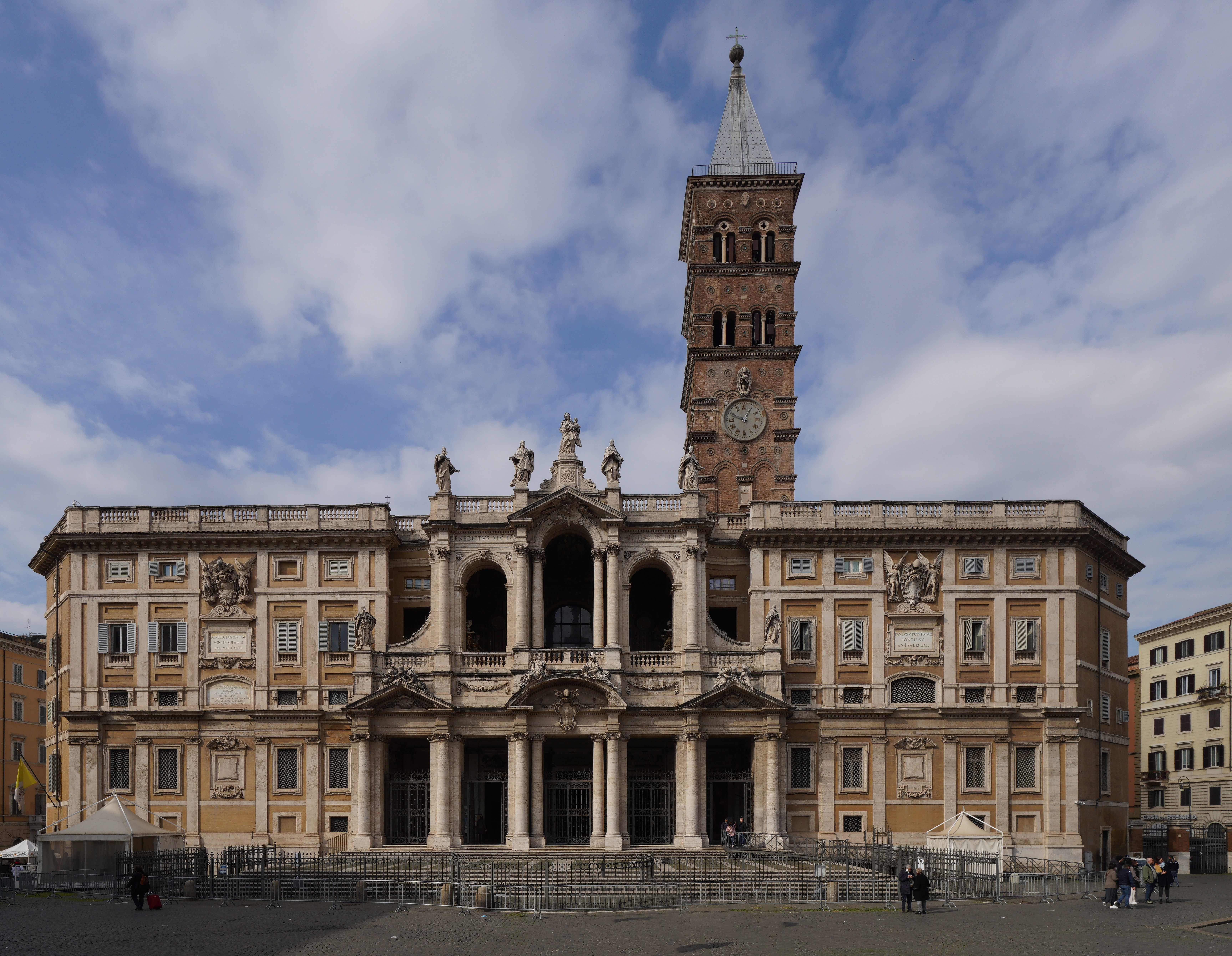
Basiliek van Maria de Meerdere